# Euptera freyja
Euptera freyja es una especie de  Lepidoptera, de la familia Nymphalidae,  subfamilia Limenitidinae, tribu Adoliadini, pertenece al género Euptera.

## Subespecies
- Euptera freyja freyja
- Euptera freyja inexpectata (Chovet, 1998)
- Euptera freyja ornata (Libert, 1998)

## Localización
Esta especie de Lepidoptera y las subespecies se encuentran localizadas en Gabón, Camerún, Nigeria y República Democrática del Congo (África).